# Pavillons de garde des Pavillons-sous-Bois
Les pavillons de garde des Pavillons-sous-Bois sont deux anciens pavillons de chasse construits dans la ville des Pavillons-sous-Bois, avant la création de celle-ci, et qui ont donné son nom à la ville.
Ils se trouvent à un lieu dit appelé la fourche, au croisement de l'avenue Aristide-Briand et de l'avenue Jean-Jaurès.

## Historique
Ils ont été bâtis en 1770 pour marquer alors l'une des entrées du parc du château du Raincy,.
Ils sont inscrits aux Monuments historiques depuis un arrêté du 17 février 1982 protégeant les vestiges du parc de l'ancien château du Raincy.
Ils ont fait l'objet d'importantes restaurations au début du XXIe siècle,.